# Shira Rishony
Shira Rishony (hebräisch שירה ראשוני; * 21. Februar 1991 in Cholon) ist eine israelische Judoka. Sie kämpft in der Klasse bis 48 kg (Superleichtgewicht). Ihre Spezialtechnik ist Seoi-nage.
Bei der Makkabiade 2009 gewann sie die Goldmedaille. Beim IJF World Cup erreichte sie den ersten Platz 2012 in Taschkent und gewann die Bronzemedaille in Bukarest und Istanbul. Im Jahr 2014 gewann Rishony die Goldmedaille bei den European Open in Tallinn und die Bronzemedaille beim Jeju Grand Prix. Sie nahm bei den Olympischen Sommerspielen 2016 teil durch den zusätzlichen Platz für Europa.  In ihrem ersten Kampf gegen die Ukrainerin Maryna Tschernjak berührte sie mit dem Ellenbogen unerlaubt das Bein ihrer Gegnerin und wurde deswegen disqualifiziert.
Am 24. Januar 2019 gewann Shira Rishony den Tel Aviv Grand Prix. Im Finale traf sie auf Maryna Tschernjak und war mit Ashi-waza erfolgreich. Im weiteren Kampfverlauf zweimal mit Shido bestraft, reichte ein Waza’ari zum Sieg.
Beim Hohhot Grand Prix im Mai desselben Jahres erreichte Rishony den dritten Platz, ebenso beim Montreal Grand Prix im Juli 2019. Beim Brasilia Grand Slam (6. Oktober 2019) wurde sie Dritte. Beim Grand Slam Hungary (23. Oktober 2020) erreichte sie Rang 5, beim Antalya Grand Slam (1. April 2021) gelang ihr wieder ein dritter Platz.
Beim Kazan Grand Slam (5. Mai 2021) wurde Shira Rishony Fünfte. Im Kampf um Bronze unterlag sie der Russin Irena Chubulowa.

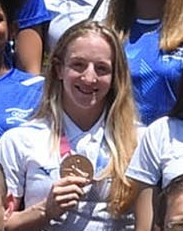
Shira Rishony mit ihrer olympischen Bronzemedaille

Im Juli 2021 hatte Shira Rishony den 15. Rang in der Weltrangliste (3493 Punkte). Sie gehörte zur israelischen Mannschaft bei den Olympischen Sommerspielen 2020 in Tokio. Nach Siegen über Luz Álvarez (Kolumbien) und Julia Figueroa (Spanien) unterlag sie Mönchbatyn Urantsetseg aus der Mongolei. Durch einen anschließenden Sieg über die Taiwanerin Chen-Hao Lin in der Hoffnungsrunde wahrte sie ihre Chance auf eine Bronzemedaille. Im Kampf um Platz 3 unterlag sie jedoch Darja Bilodid aus der Ukraine, die mit Kesa-gatame erfolgreich war.
Bei den Olympischen Spielen 2024 schied Rishony in ihrem Auftaktkampf aus.